# The One I Gave My Heart To
"The One I Gave My Heart To" é uma canção da cantora norte-americana Aaliyah, presente em seu segundo álbum de estúdio, One in a Million (1996). Escrita por Diane Warren e produzida por Daryl Simmons, é uma balada pop e R&B com a cantora utilizando seu tom soprano. Liricamente, é sobre a protagonista perguntando como a pessoa que ela amava poderia quebrar seu coração. A canção foi lançada, simultaneamente com "Hot Like Fire", como quinto e último single de One in a Million pela Blackground e Atlantic Records em 16 de setembro de 1997.
Após seu lançamento, "The One I Gave My Heart To" foi recebida com avaliações geralmente positivas dos críticos musicais, com a maioria elogiando a entrega vocal e tom de Aaliyah na gravação. Comercialmente, a canção obteve um bom desempenho, alcançando a nona posição da Billboard Hot 100 e a oitava posição na Hot R&B/Hip-Hop Songs. Pouco mais de um mês após seu lançamento, a canção recebeu o certificado de ouro da Recording Industry Association of America (RIAA), vendendo mais de 900.000 cópias nos Estados Unidos.

## Antecedentes
A canção se tornou realidade quando a compositora Diane Warren expressou interesse em trabalhar com Aaliyah. De acordo com Warren: "Eu me lembro de realmente gostar de Aaliyah e querer trabalhar com ela". Eventualmente Warren procurou o presidente da Atlantic Records, Craig Kallman, para expressar o possibilidade de trabalhar com Aaliyah e Kallman concordou com a colaboração. Seu objetivo em trabalhar com Aaliyah era fazer com que ela fizesse uma certa música que ela normalmente não faria, para mostrar um lado diferente dela, que incluía exibir seu alcance vocal de uma maneira diferente da que ela costumava fazer. Uma vez que Diane Warren estava a bordo, o produtor Babyface foi escolhido para produzir a música. Entretanto, devido a circunstâncias imprevistas, ele foi incapaz de concluir o trabalho, então ele recrutou o produtor Daryl Simmons para substituí-lo. Simmons produziu a versão do álbum, enquanto o produtor pop Guy Roche produziu a versão single da música.

## Composição
Escrita por Diane Warren, "The One I Gave My Heart To" é uma balada poderosa com influências pop mais proeminentes, que são mais aparentes na versão single, em contraste com seus trabalhos anteriores que são mais voltados para o R&B e o hip hop. A música é composta em Sol maior e segue a forma verso-refrão com Aaliyah fazendo improvisações no último verso, marcando o clímax da música.
Assim como "Hot Like Fire", a música foi regravada para seu lançamento em single. A versão single orientada para o pop tem uma mudança de tonalidade para Lá maior e uma mudança dinâmica em direção à instrumentação de balada pop poderosa após o segundo refrão, enquanto a versão do álbum, orientada para R&B, mantém sua tonalidade e estilo originais. O alcance vocal de Aaliyah vai de F#3 a F5 na versão single da música. A canção é indiscutivelmente a performance vocal mais poderosa de Aaliyah, na qual ela mostrou incrivelmente seu alcance vocal, já que normalmente usava seu falsete e registro mais baixo na maioria de suas canções. Warren elogiou o desempenho vocal de Aaliyah, afirmando que "Ela poderia ir aonde os de Whitney fossem. Ela lamentou aquele single que escrevi para ela. Eu escrevo canções que desafiam os cantores, e ela está à altura da ocasião".

## Recepção da crítica
Em sua crítica sobre a música, Larry Flick da Billboard afirmou que a canção possuía um forte potencial e que iria "chegar ao topo" numa variedade de formatos nas rádios. Ele também aclamou o estilo vocal de Aaliyah e a produção da canção dizendo, "Ela traz um romance jovem e envolvente para uma doce composição de Diane Warren, que é concretizada com um equilíbrio cuidadoso das sensibilidades pop e R&B no arranjo instrumental do produtor Guy Roche". De acordo com Edwin Ortiz da Complex, Aaliyah provou que ela podia "mudar seu estilo usual de mid-tempo e entregar um desempenho vocal incrível". Ele também sentiu que ela "trouxe a música à vida através de seus suaves vocais de soprano, destacando um coração partido e uma sensação de traição, com o vídeo que o acompanha descrevendo perfeitamente seu estado emocional". Georgette Cline do The Boombox sentiu que Aaliyah permitiu que sua "vulnerabilidade fosse exposta" na música.

## Desempenho nas tabelas musicais
"The One I Gave My Heart To" estreou na Billboard Hot 100 na posição de número 24, durante a semana de 4 de outubro de 1997. Em sua sexta semana na parada, a canção alcançou seu pico na nona posição, tornando-se o single do álbum com a melhor posição na Hot 100. Na mesma semana a canção entrou na 18ª posição da Hot R&B/Hip-Hop Songs, alcançando seu pico, de número 8, dez semanas depois. A canção também chegou a atingir a oitava posição da US Rhythmic e a 18ª posição na parada Dance Clubs Songs. Em 21 de outubro de 1997, "The One I Gave My Heart To" recebeu o certificado de Ouro pela Recording Industry Association of America (RIAA) por vender mais de 900,000 cópias nos Estados Unidos.
Internacionalmente a canção também experimentou sucesso moderado, alcançando a 30ª posição da UK Singles Charts em 22 de novembro de 1997. Em 19 de novembro de 1997, a canção atingiu a 25ª posição na parada dance do Reino Unido e a 3ª posição na UK R&B. Nos demais cantos da Europa, "The One I Gave My Heart To" alcançou a 16ª posição nos Países Baixos em 6 de Fevereiro de 1998. Na Oceania, a canção alcançou a 28ª posição na tabela musical da Nova Zelândia em 7 de dezembro de 1997.

## Clipe

### Sinopse
O videoclipe de "The One I Gave My Heart To" foi dirigido por Darren Grant, e usa a versão single da música, mantendo a segunda metade do primeiro verso, que normalmente é cortada para tocar na rádio. Ao longo do vídeo existem duas configurações principais e outra no final. Em um cenário, Aaliyah está dentro de uma casa com piso e paredes de madeira. Na casa, há uma sala com nada além de um espelho no chão. Com este espelho, Aaliyah pode ver outras cenas do vídeo. O segundo mostra Aaliyah sentada em um banco de madeira em uma floresta. Na cena final, Aaliyah se apresenta ao ar livre durante uma chuva.

### Recepção
O videoclipe de "The One I Gave My Heart To" estreou em 14 de setembro de 1997 na MTV. Posteriormente, em 28 de setembro de 1997 o clipe estreou no canal BET. Em 2 de novembro de 1997, o clipe foi o 22º mais tocado na MTV. Enquanto isso, na semana de 14 de dezembro de 1997, foi o 19º clipe mais tocado no BET.

## Performances ao vivo
Em outubro de 1997, Aaliyah performou "The One I Gave My Heart To" no quarto evento anual de caridade, "Big Help", da Nickelodeon, em Santa Mônica, Califórnia. Em 10 de Dezembro de 1997, Aaliyah performou a canção no evento de fala beneficente "Gift of Song" da UNICEF, que foi transmitido ao vivo pela emissora TNT. Em 1998, Aaliyah foi uma das principais atrações do festival B-96 B-Bash, organizado pela estação de rádio de Chicago B96, durante o concerto ela apresentou múltiplas canções incluindo "The One I Gave My Heart To".

## Lista de faixas e formatos
| "The One I Gave My Heart To / Hot Like Fire" — Maxi CD single duplo (EUA/UK) |                                               |                                  |              |         |  |
| N.º                                                                          | Título                                        | Compositor(es)                   | Produtor(es) | Duração |  |
| 1.                                                                           | "The One I Gave My Heart To" (Radio Mix)      | Diane Warren                     | Guy Roche    | 3:54    |  |
| 2.                                                                           | "Hot Like Fire" (Versão do álbum)             | Melissa Elliott Timothy Mosley   | Timbaland    | 4:23    |  |
| 3.                                                                           | "Hot Like Fire" (Timbaland's Groove Mix)      | Elliott Mosley                   | Timbaland    | 4:35    |  |
| 4.                                                                           | "Hot Like Fire" (Feel My Horns Mix)           | Elliott Mosley                   | Timbaland    | 4:37    |  |
| 5.                                                                           | "Hot Like Fire" (Instrumental)                | Elliott Mosley                   | Timbaland    | 4:23    |  |
| 6.                                                                           | "Death of a Playa" (part. de Rashad Haughton) | Aaliyah Haughton Rashad Haughton | Timbaland    | 4:53    |  |

| "The One I Gave My Heart To / Hot Like Fire" — CD single duplo (EUA) |                                          |                |              |         |  |
| N.º                                                                  | Título                                   | Compositor(es) | Produtor(es) | Duração |  |
| 1.                                                                   | "The One I Gave My Heart To" (Radio Mix) | Warren         | Roche        | 3:54    |  |
| 2.                                                                   | "Hot Like Fire" (Versão do álbum)        | Elliott Mosley | Timbaland    | 4:23    |  |

| "The One I Gave My Heart To / One in a Million" — CD single duplo (EUA) |                                                       |                |                             |         |  |
| N.º                                                                     | Título                                                | Compositor(es) | Produtor(es)                | Duração |  |
| 1.                                                                      | "The One I Gave My Heart To" (Soul Solution Club Mix) | Warren         | Roche Soul Solution         | 4:20    |  |
| 2.                                                                      | "The One I Gave My Heart To" (Soul Solution Dub)      | Warren         | Roche Soul Solution         | 7:43    |  |
| 3.                                                                      | "One in a Million" (Nitebreed Mongolidic Mix)         | Elliott Mosley | Timbaland Nitebreed         | 9:35    |  |
| 4.                                                                      | "One in a Million" (Geoffrey's House Mix)             | Elliott Mosley | Timbaland Geoffrey Curtis   | 11:50   |  |
| 5.                                                                      | "One in a Million" (Armand's Drum n' Bass Mix)        | Elliott Mosley | Timbaland Armand Van Helden | 7:15    |  |
| 6.                                                                      | "One in a Million" (Wolf-D Big Bass Mix)              | Elliott Mosley | Timbaland Wolf-D            | 4:29    |  |
| 7.                                                                      | "One in a Million" (Nitebreed Dub)                    | Elliott Mosley | Timbaland Nitebreed         | 9:56    |  |

## Tabelas musicais
| Tabelas musicais (1997-1998)                                | Melhor posição |
| ----------------------------------------------------------- | -------------- |
| Canadá (Nielsen SoundScan)                                  | 65             |
| Escócia (OCC) · Com "Hot Like Fire"                         | 88             |
| Estados Unidos (Billboard Hot 100)                          | 9              |
| Estados Unidos - Adult R&B Airplay (Billboard)              | 34             |
| Estados Unidos - Dance Club Songs (Billboard)               | 18             |
| Estados Unidos - Dance Singles Sales (Billboard)            | 6              |
| Estados Unidos - Hot R&B/Hip-Hop Songs (Billboard)          | 8              |
| Estados Unidos - Mainstream R&B/Hip-Hop Ariplay (Billboard) | 15             |
| Estados Unidos - Radio Songs (Billboard)                    | 41             |
| Estados Unidos - R&B/Hip-Hop Airplay (Billboard)            | 20             |
| Estados Unidos - US Rhythmic (Billboard)                    | 8              |
| Nova Zelândia (Recorded Music NZ)                           | 28             |
| Países Baixos - Dutch Top 40                                | 16             |
| Países Baixos - Singles Top 100                             | 74             |
| Reino Unido - UK Dance (OCC) · Com "Hot Like Fire"          | 25             |
| Reino Unido - UK R&B (OCC) · Com "Hot Like Fire"            | 3              |
| Reino Unido - UK Singles Chart (OCC) · Com "Hot Like Fire"  | 30             |

| Tabelas musicais (2021)                                     | Melhor posição |
| ----------------------------------------------------------- | -------------- |
| Estados Unidos - R&B Digital Song Sales (Billboard)         | 11             |
| Estados Unidos - R&B/Hip-Hop Digital Song Sales (Billboard) | 17             |

### Tabelas de fim de ano
| Tabelas musicais (1997)                            | Melhor posição |
| -------------------------------------------------- | -------------- |
| Estados Unidos (Billboard Hot 100)                 | 78             |
| Estados Unidos - Hot R&B/Hip-Hop Songs (Billboard) | 73             |
| Estados Unidos - US Rhythmic (Billboard)           | 59             |

| Tabelas musicais (1998)                            | Melhor posição |
| -------------------------------------------------- | -------------- |
| Estados Unidos (Billboard Hot 100)                 | 86             |
| Estados Unidos - Hot R&B/Hip-Hop Songs (Billboard) | 83             |
| Estados Unidos - US Rhythmic (Billboard)           | 95             |

## Certificações
| Região                | Certificado | Unidades certificadas/vendas |
| --------------------- | ----------- | ---------------------------- |
| Estados Unidos (RIAA) | Ouro        | 900.000                      |